# Victor Kaihatu
Victor Kaihatu (* 1939 auf Java; † 6. Mai 2014) war ein niederländischer Jazzmusiker (Kontrabass, auch Bassgitarre).

## Wirken
Kaihatu gründete 1958 mit seinem Bruder Ferry das Pop-Duo The Emeralds, das in den Niederlanden Hits wie „Memories“ (1960) oder „Brigitte Bardot“ (1961) erzielte. Daraufhin spielte er bei The Millers, dann bei Pierre Courbois. 1965 tourte er im Quartett von Gunter Hampel, mit dem er auch auf dessen Album mit Inge Brandenburg zu hören ist. 1966 spielte er mit Loek Dikker und dem Quartett von Willem Breuker. Dann wurde er Mitglied im Quartett von Misha Mengelberg (mit Piet Noordijk und Han Bennink), mit dem dieser im selben Jahr den Wessel-Ilcken-Preis erhielt.
Nach Beendigung seines Studiums am Konservatorium wurde er ein gefragter Studiomusiker und spielte auf einer Vielzahl von Aufnahmen, darunter mit Toots Thielemans und Nina Simone. Er leitete das Krontjong Ensemble, das 1972 das Album Tanah-Airku-Indonesia veröffentlichte. Er gehörte zu Gruppen von Wim Overgaauw, Nedly Elstak, Ann Burton und Ruud Brink; außerdem nahm er mit Chet Baker auf (Blue Room: The 1979 VARA Studio Sessions in Holland). Auch lebte er eine Weile in Chicago. Dort spielte er unter eigenem Namen das Album Chicago State of Mind (2000) ein; zudem gehörte er zum Quartett von Posaunist Steve Horne, mit dem 2002 auch das Album Love for Sale entstand.
Kaihatu lehrte auch am Königlichen Konservatorium in Den Haag und war unter anderem Lehrer von Tony Overwater und Pieter Douma.